# Възнесение Господне (Мариовска Градешница)
Вижте пояснителната страница за други значения на Свети Георги.
„Възнесение Господне/Христово“ или „Свети Спас“ (на македонска литературна норма: „Вознесение Господне/Христово“, „Свети Спас“) е възрожденска църква в мариовското село Градешница, част от Преспанско-Пелагонийската епархия на Македонската православна църква – Охридска архиепископия.

## Местоположение
Църквата се намира на няколкостотин метра източно от селото близо до Темнички вир.

## Описание
Бранислав Ристески от Института за старославянска култура в Прилеп в хода на обширни археологически проучвания в периода от 1990 до 1998 година открива, че мястото, където се намират днешните църкви „Свети Антоний“, „Свети Георги“ и „Възнесение Господне“ („Свети Спас“) от средата на II до края на III век е имало комплекс от римски вили. На мястото на „Възнесение Господне“ е имало производствени помещения. В кухините в скалите се е правило вино.
Църквата е еднокорабен, каменен храм без апсида.